# Arenaria bourgaei
Arenaria bourgaei là loài thực vật có hoa thuộc họ Cẩm chướng. Loài này được Hemsl. mô tả khoa học đầu tiên năm 1879.